# Philipp Jarnach
Philipp Jarnach (n. 26 iulie 1892, Noisy-le-Sec, Seine, Franța – d. 17 decembrie 1982, Börnsen, Republica Federală Germania, Germania) a fost un compozitor și un profesor de muzică german.